# Canterbury-scene
De Canterbury-scene is een gevarieerde groep van rockbands uit Engeland, die allemaal hun wortels hebben in de Zuidoost-Engelse stad Canterbury. De Canterbury-scene is een verzameling van bands die rond 1970 hun hoogtepunt hebben gehad. Canterbury wordt vaak als een subgenre van de progressieve rock beschouwd.

## Oorsprong
De scene en de relaties tussen de bands zijn vooral getekend door de deelname van de belangrijkste musici uit de Canterbury-scene aan een band uit het midden van de jaren zestig, The Wilde Flowers en iets later Delivery. In The Wilde Flowers speelden musici als Robert Wyatt, Kevin Ayers, Pye Hastings, David Sinclair, Richard Sinclair en Richard Coughlan; in Delivery Steve Miller, Phil Miller, Pip Pyle, Roy Babbington en Lol Coxhill.
Deze namen keren terug in de bekendste bands van de Canterbury-scene aan het einde van de jaren zestig: 
Soft Machine (1966-1981) met Kevin Ayers, Daevid Allen, Robert Wyatt en Mike Ratledge, en Caravan (1968-1980) met Pye Hastings, Richard Sinclair, David Sinclair en Richard Coughlan.
De muzikale overeenkomsten tussen de diverse groepen die tot de Canterbury-scene gerekend worden is wellicht niet heel groot, maar grote gemene deler is wel het op een bijzondere manier samenvoegen van de rockritmes en de jazzimprovisatie, en natuurlijk een ruime hoeveelheid psychedelica.
Uit Delivery, Soft Machine en Caravan komen nog vele andere groepen voort, die allemaal in meer of mindere mate tot de Canterbury-scene gerekend kunnen worden, en de term werd soms ook gebruikt voor bands met gelijkaardige stijl.

## Bands
Alle groepen zijn aan regelmatige bezettingswisselingen onderhevig. De bands met hun belangrijkste startleden staan hieronder vermeld:
- The Wilde Flowers (1964-1967) met Brian Hopper, Richard Sinclair, Hugh Hopper en Robert Wyatt (drums)
- Soft Machine (1966-1981) met Kevin Ayers, Daevid Allen, Robert Wyatt en Mike Ratledge
- Caravan (1968-1980) met Pye Hastings, Richard Sinclair, David Sinclair en Richard Coughlan
- Gong (’67- ) rond Daevid Allen (ex-Soft Machine) en later Pip Pyle
- Egg (’68-’72) met Clive Brooks, Mont Campbell en Dave Stewart
- Khan (’70-‘72) met Steve Hillage, Nick Greenwood (ex-The Crazy World of Arthur Brown), Eric Peachey en Dick Henningham
- Quiet Sun (’70-‘72,‘75) met Charles Hayward, Phil Manzanera, Bill MacCormick en Dave Jarrett
- Matching Mole (’71-’72) startbezetting: Robert Wyatt, Phil Miller, Dave Sinclair en Bill McCormick
- Hatfield and the North (’74-’75) met Phil Miller, Pip Pyle, Richard Sinclair en Dave Stewart
- Gilgamesh (’72-’75) met Mike Travis, Alan Gowen, Phil Lee, Steve Cook, Neil Murray en Richard Sinclair
- National Health (’75-’81) startbezetting: Phil Miller, Phil Lee, Dave Stewart, Neil Murray, Alan Gowen, Mont Campbell, Bill Bruford (ex-Yes, ex-King Crimson) en Amanda Parsons uit de Northettes, het achtergrondkoor van Hatfield and the North
- In Cahoots (’82- ) met Richard Sinclair, Phil Miller, Elton Dean, Peter Lemer en Pip Pyle